# Jean-Pierre Bel
Jean-Pierre Bel (ur. 30 grudnia 1951 w Lavaur) – francuski polityk i samorządowiec, od 2011 do 2014 przewodniczący Senatu.

## Życiorys
Ukończył studia prawnicze (dyplom DEA) na Uniwersytecie Tuluza I – Capitole. Zaangażował się w działalność Partii Socjalistycznej. Pełnił różne funkcje w hierarchii partyjnej i administracji lokalnej. Był merem Mijanès (1983–1995) i merem Lavelanet (2001–2008), radnym regionu Midi-Pireneje (1992–1998) i departamentu Ariège (1998–2001).
We wrześniu 1998 został wybrany w skład Senatu, ponownie wszedł do wyższej izby francuskiego parlamentu we wrześniu 2008. Od 2004 do 2011 kierował frakcją senatorską swojego ugrupowania. W 2008 był kandydatem lewicy na urząd przewodniczącego Senatu, przegrał jednak z popieranym przez prawicową większość Gérardem Larcherem. Pokonał go natomiast w kolejnym głosowaniu, gdy w 2011 lewica po raz pierwszy w okresie V Republiki uzyskała większość w Senacie. Zakończył urzędowanie w 2014, odchodząc w tym samym roku z Senatu.